# Navprabha
Navprabha is een Marathi-krant, die uitkomt in Goa in India. Het dagblad werd opgericht in 1970 en is eigendom van Dempo Industries Pvt. Ltd., gevestigd in Panaji.